# Hinduizm a kultura
Hinduizm a kultura – zagadnienie związków hinduizmu z kulturą hinduistów, jak też ogólnie Hindusów. Ze względu na swój całościowy charakter oraz długi okres wpływów hinduizm wpływał na kształtowanie się kultury – literatury, sztuki i filozofii swoich wyznawców.

## Hinduizm a filozofia indyjska
Prawie wszystkie kierunki filozoficzne w Indiach powstały na tle religijnym – zaczątki myśli filozoficznej były obecne już w braminizmie (wczesne upaniszady), rozwinęły się natomiast na gruncie hinduistycznym lub w religiach wywodzących się z hinduizmu (buddyzm, dźinizm). Nie wolna od wpływów dawniejszej myśli indyjskiej jest także filozofia muzułmańska w Indiach.
Bliskim odpowiednikiem używanego w cywilizacji śródziemnomorskiej terminu „filozofia” jest sanskrycki termin darśana (ogląd, pogląd, stosunek do rzeczywistości). Cel darśany jest religijny – ma ona doprowadzić do wyrwania się z łańcucha wcieleń (saṃsāry) poprzez uzyskanie wiedzy (widja, vidyā) o naturze rzeczywistości. Podstawowym założeniem darśany, występującym niemal we wszystkich jej kierunkach, jest właśnie to, że poza rzeczywistością poznawalną zmysłowo jest jeszcze jakaś inna rzeczywistość, doskonalsza i bardziej rzeczywista. W związku z tym rzeczywistość zmysłowa jest w jakimś, różnym dla różnych szkół darśany sensie iluzoryczna. Dlatego też w indyjskich koncepcjach filozoficzno-teologicznych nie występuje stworzenie ex nihilo ani monoteistyczny Bóg-stwórca. Można mówić jedynie o manifestowaniu się świata i jego początku, w miejsce śródziemnomorskiej koncepcji Boga występuje natomiast Īśvara. Człowiek zależny jest nie tyle od Iśwary, ale raczej od skutków swoich decyzji wynikających z prawa karmana, na podstawie których musi przyjmować różne wcielenia. To, co przyjmuje te wcielenia, bywa określane różnie – może to być umysł, dusza, wewnętrzny organ świadomości lub nawet ciało subtelne. Człowiek może jednak uwolnić się z łańcucha wcieleń, np. za pomocą praktyk ascetycznych lub mistycznych – praktyki takie skodyfikowane są przede wszystkim w jodze.
Głównym czynnikiem podziału szkół darśany jest przyjmowanie lub odrzucanie karmana. Systemy „ortodoksyjne” (kriyāvādin) przyjmują jego istnienie, nieortodoksyjne (akriyāvādin) odrzucają. Do systemów typu akriyāvādin należą cārvāka (materializm, zob. lokajata), adźnanika (agnostycyzm) i adźiwika (fatalizm). Wśród systemów kriyāvādin rozróżnia się z kolei systemy przyjmujące autorytet wed systemy ściśle ortodoksyjne (āstika) i odrzucające go systemy nieortodoksyjne (nāstika). Do systemów ściśle ortodoksyjnych należą wedanta, sankhja, njaja, wajśeszika, mimansa i joga. Tworzą one trzy systemy: wedanta-mimansa, joga-sankhja i njaja-wajśeszika, przy czym szkoły tworzące ostatni system uległy przemieszaniu. Do grupy nāstika należą systemy filozoficzne buddyzmu i dżinizmu, wymagające osobnego omówienia.
Mimo że ściśle ortodoksyjne szkoły darśany uznają autorytet Wed, podobnie jak dla codziennej pobożności hinduistów nie mają one dla nich jednak większego znaczenia praktycznego. Uznawane za usłyszane przez ryszich i nazywane dlatego „śruti” teksty wedyjskie nie niosą zresztą ze sobą treści filozoficznych – pojawiają się one dopiero w upaniszadach, tekstach o charakterze mistycznym, głoszących jedność atmana (zasady jednostkowej, porównywalnej do śródziemnomorskiej duszy ludzkiej) i brahmana (zasady ogólnej, porównywalnej do śródziemnomorskiego Absolutu). Spośród późniejszych tekstów sakralnych, należących do tradycji (smrti), wątki filozoficzne pojawiają się głównie w Mahabharacie, zwłaszcza w jej części – Bhagawadgicie.

### Wedanta
Wedanta („koniec wed”) jest najbardziej rozwiniętym pojęciowo system ściśle ortodoksyjnej filozofii indyjskiej. Dzieli się na kilka szkół, reprezentujących bardzo zróżnicowane stanowiska. Szkoły wedanty starają się bardzo ściśle przedstawiać treść pism sakralnych hinduizmu, zwłaszcza Upaniszad i Bhagawadgity, a także sutr filozofa Bādarāyaņy (ok. III w.). Szkoły wedanty łączy także to, że uznają one istnienie Brahmana jako rzeczywistości absolutnej i przyczyny istnienia świata, a także to, że wiedza o Brahmanie prowadzi do wyzwolenia, które jest celem życia ludzkiego. Zgodne w poglądach na naturę Brahmana i cel życia, szkoły vedānty różnią się przede wszystkim co do natury rzeczywistości zmysłowej. Najważniejsze z nich to adwajta („monizm”, dosł. „niedwójnia”), reprezentowana przez Gaudapadę i Śankara (VIII w.), viśishṭādvaita („monizm z podporą”) reprezentowana przez Ramanudźę (XI w.), śuddhādvaita, reprezentowana przez Wallabhę (1479–1531) oraz dwaita („dualizm”) reprezentowana przez Madhwę (XIII w.). Według advaity Śankary rzeczywisty jest Brahman, a świat zjawiskowy nie jest rzeczywisty, jest iluzją (māyā), jego natura jest jednak niemożliwa do określenia w języku – maja jest zarazem sat i asat, „rzeczywista” i „nierzeczywista”. Śankara główną drogę do wyzwolenia upatrywał w wiedzy, praktykom mistycznym i dobrym uczynkom przypisując mniejsze znaczenie. Szkołą głoszącą poglądy przeciwne do adwaity Śankary jest dwaita Ramanudźy. Według Ramanudźy rzeczywistość zjawiskowa istnieje, a jedność między Brahmanem a Atmanem nie jest absolutna. Dlatego też jego filozofia jest ściśle teistyczna – podkreśla potrzebę kultu Iśwary, a dobrym uczynkom przypisuje tę samą rolę na drodze do wyzwolenia, co wiedzy.

### Mimansa
Bliskim wedancie kierunkiem filozoficznym jest mimamsa (mimansa), której twórcą jest Dźajmini (ok. III w. p.n.e.). Mimansa jako jedyna darśana zajmuje się starszymi częściami wed, przeprowadzając szczegółową analizę opisanych w niej rytuałów ofiarnych, przydając im złożoną interpretację alegoryczną. Celem mimansy jest więc wytworzenie takiej interpretacji i metody interpretacji Wed, która potwierdzałaby ich nieomylność i nadprzyrodzony charakter. Według mimamsy Wedy są odwieczne i stanowią transcendentną wobec rzeczywistości zmysłowej substancję, tożsamą z dharmą. Za pomocą pojęcia dharmy mimasa określa naturę rzeczywistości zmysłowej – przedmioty (a zwłaszcza teksty, gesty itp.) są dharmą, o ile spełniają rytuał. Rzeczywistość to powiązanie przedmiotów z wedami, przedmioty są rzeczywiste o ile realizują dharmę. Dlatego też mimasa drogę do wyzwolenia upatruje w rygorystycznie ścisłym przestrzeganiu rytuału, dzięki czemu można uzyskać dharmę, tożsamą z wedami.

### Njaja i wajsieszika
Nyaya i vaiśesika, kształtujące się już w VIII–V w. p.n.e., są na tyle bliskie, że stopiły się w jeden system, przy czym nyaya reprezentuje jego aspekt metodologiczno-epistemologiczny, vaiśesika natomiast aspekt ontologiczny. Ontologia systemu jest pluralistyczna – uznaje on wielość bytów, które można podzielić na kategorie. Nyaya-vaiśesika dokonuje tu szczegółowej analizy kategorialnej, wyróżniając dziewięć substancji, z których pięć pierwszych („żywioły”) stanowi nośniki atrybutów, uznawanych za jedną z kategorii. System uznaje także, że każdy przedmiot (także przedmioty duchowe i psychiczne) jest rozciągły w przestrzeni oraz składa się z niepodzielnych i niezmiennych atomów, których łączenie się jest przyczyną zmienności w świecie. Szczególną cechą systemu jest to, że rozwinął on indyjską logikę, pomimo mniejszej ścisłości zbliżoną do logiki arystotelesowskiej.

### Sankhja
Samkhya (sankhja) skupia się szczególnie na filozofii umysłu. Zaczęła się rozwijać około I w. p.n.e., ale ugruntowaną postać nadał jej Iśwarakryszna w V w. W samkhji obecny jest dualizm świadomości, uznawanej za niezmienną (Purusza) i uznawanej za zmienną materii (Prakryti) oraz szczegółowe analizy tych pojęć i relacji między nimi. Prakryti to nie tylko materia w sensie stricte fizykalnym, ale także materia subtelna, intelekt (buddhi) czy umysł (manas). Znajduje się ona w równowadze tworzonej przez trzy cechy (guna) – sattwę („uświadamianie”), radźas („aktywność”) i tamas („bierność”) – gdy równowaga ta jest zmącona, prakryti manifestuje się jako kolejne dwadzieścia trzy elementy (tattwa). Źródłem zniewolenia jest brak świadomości, zmieszanie świadomości ze sferą materialną – wyzwolenie polega nie na uświadomieniu sobie jedności (jak w wedancie), ale na uświadomieniu sobie dwoistości umysłu i materii, dokonywanego na drodze analizy różnych stopni ich wzajemnego zmieszania.

### Joga
Charakter mistyczny ma joga. Jest to różnorodny system technik mistycznych i ascetycznych, z których tylko część ma charakter filozoficzny, a których głównym reprezentantem jest Patandźali (ok. II w.). Joga jako filozofia mistyczna bazuje w dużej mierze na aparacie pojęciowym wypracowanym przez samkhję, nadaje mu jednak charakter praktyczno-techniczny, ściśle ukierunkowany na wyzwolenie. Wyzwolenie dokonywane jest podobnie jak w samkhji, poprzez osiąganie różnych stopni zrozumienia relacji prakryti do purusy aż do całkowitego zrozumienia ich odmienności – przy czym w jodze proces ten ma charakter prenego rodzaju drogi mistycznej i jest wspomagany przez złożone techniki medytacyjne, a nawet ułatwiające je ćwiczenia fizyczne (asany) i oddechowe (pranajama) oraz zasady moralne (jama i nijama). Główne stopnie tej drogi to pratjahara, dharana – przykucie uwagi, dhjana – kontemplacja i samadhi – wzmożona kontemplacja, zbliżona do mistycznej iluminacji. Przedstawiony tu obraz jogi jest jednak ogólny, ze względu na jej znaczną niejednorodność tak jako kierunku filozoficznego, jak i jako praktyki religijnej.

## Hinduizm a sztuka indyjska
Sztuka indyjska związana jest silnie tak z religiami wywodzącymi się z Indii, jak i z religiami napływowymi. Szczególnie istotna jest architektura islamska, która osiągnęła syntezę architektury lokalnej i arabsko-perskiej – niniejszy artykuł koncentruje się jednak na architekturze związanej z hinduizmem. Sztuka indyjska poddana była wpływom zewnętrznym – (być może) mezopotamskim, perskim oraz hellenistycznym i arabsko-perskim, sama zaś stała inspiracją dla sztuki Indonezji, Birmy, Tybetu, Cejlonu, Nepalu, Indochin, a w dużej mierze także Chin, Japonii i Korei, zwłaszcza (ale nie tylko) za pośrednictwem buddyzmu. Jak w wielu dziedzinach kultury indyjskiej, w sztuce obowiązują dokładne, ściśle sformalizowane kanony, zawarte w wielu traktatach artystycznych (śilpasastry). Estetyka śilpasatsr koncentruje się na teorii smaku (rasa), rozumianego jako wysublimowane, bezosobowe doznanie estetyczne wynikające z odprzedmiotowienia rzeczywistości, prowadzące tak twórcę, jak i odbiorcę do doznania mistycznego. Artysta nie ma kopiować ani natury, ani własnych przeżyć, ale powinien starać się oddać niezmienną istotę rzeczy. Pomocne jest w tym także mające dla sztuki indyjskiej duże znaczenie wykorzystanie form abstrakcyjnych, takich jak mandale i jantry. Mimo znacznej konwencjonalizacji, regionalne i historyczne zróżnicowanie sztuki indyjskiej jest bardzo duże.
Dla prehistorii Indii charakterystyczne jest długie trwanie paleolitu i nałożenie się neolitu i epoki żelaza, na Południu paleolit trwał dłużej, a reprezentowały go zwłaszcza kultury Dekanu. W badaniach nad sztuką cywilizacji doliny Indusu ze względu na barak znajomości kontekstu kulturowego (w tym pisma) i chronologii nie ma pewności, które z zachowanych dzieł mają charakter religijny. Istnieje jednak wiele hipotez identyfikujących zachowane przedmioty (takie jak pieczęcie i rzeźby) z bóstwami, także późniejszymi bóstwami hinduizmu, takimi jak Śiwa. Z pewnością wiele wyobrażeń przedstawia Boginię Matkę i lingama, nieobecne w okresie wedyjskim, ale bardzo ważne dla późniejszego hinduizmu. Nie zidentyfikowano żadnych obiektów, które mogłyby być uznane za świątynie. Z okresu aryjsko-wedyjskiego nie pozostały żadne znaczące ślady kultury materialnej, podobnie jak z czasów Mahawiry i Buddy – budownictwo kamienne w Indiach rozpoczęli dopiero Maurjowie.

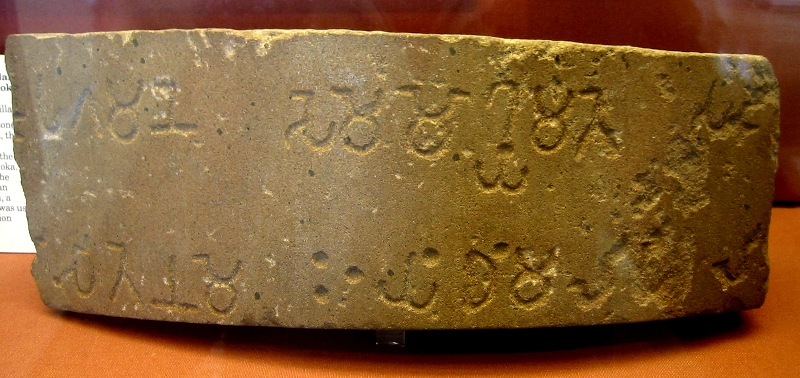
Fragment szóstego filaru z edyktem Aśoki (238 p.n.e.), piaskowiec, Brahmi, British Museum

Znanymi zabytkami z czasów panowania Aśoki są jego wyryte na kamieniu edykty rozsiane po prawie całych Indiach. W okresie Maurjów rozwijała się przede wszystkim sztuka buddyjska. Od czasów Mauriów etapy rozwoju sztuki indyjskiej określa się zazwyczaj nazwami dynastii – Śungów, Satawahanów (Andhrów) – dzielony na styl wczesny i późny, Kuszanów – dla którego głównymi ośrodkami były Mathura i Gandhara. Na rzeźbę indyjską przed panowaniem Guptów znacznie wpłynęły kanony rzeźby greckiej. W IV-VI wieku trwała epoka klasyczna (epoka Guptów), w której uformowały się najważniejsze kanony ikonografii indyjskiej. W ciągu kilku pierwszych wieków po Guptach największe znaczenie miały style dynastii Palów i Senów w Bengalu i Biharze oraz styl Pallawów w Tamilnadu i style Ćalukjów i Rasztrakutów.
Okres od ok. X w. nazywany jest umownie „średniowieczem indyjskim”. W okresie tym miało miejsce polityczne rozdrobnienie Indii, nazwy szkół pochodzą więc od regionów – na Północy wyróżnił się styl Kaszmiru, Orisy, Bundelkhandu i inne, na Południu dynastie były silniejsze, a znaczenie miał styl Ćolów w Tamil Nadu i Hojsalów w Karnatace. W Sułtanacie Delhijskim rozpoczęła się sztuka indo-muzułmańska, która osiągnęła rozkwit za panowania Mogołów – w okresie tym ostoją rodzimej sztuki indyjskiej były lokalne państwa hinduskie, zwłaszcza Królestwo Widźajanagaru. Po upadku Mogołów różne wzorce indyjskie łączyły się ze sztuką zachodnią (zwłaszcza angielską) w eklektyczne mieszanki. Ruch narodowy przyniósł pewne odrodzenie sztuki indyjskiej, na którego gruncie ważny jest zwłaszcza renesans bengalski.

### Architektura

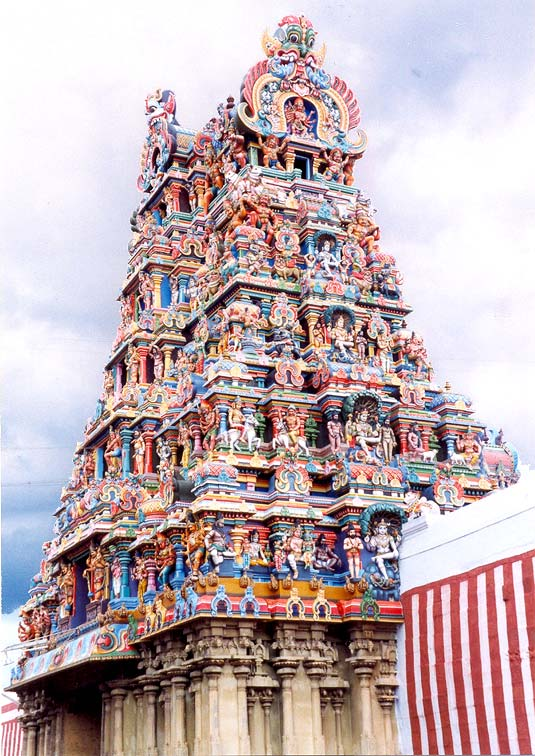
Świątynia Śiwy w Maduraju

Pierwsze zabytki architektury indyjskiej epoki Mauriów to stupy (przeważnie buddyjskie, ale także dźinijskie) i groty (z początku należące przede wszystkim do sekty adźiwików). Najstarszych stup zachowało się niewiele – miały one charakter budowli półkolistych, często monumentalnych, służyły do przechowywania relikwii. Jedną z najbardziej znanych jest stupa z Sańći z III w. p.n.e. Groty, nawiązujące do architektury perskiej tego okresu, były wykonane precyzyjne, choć naśladowały architekturę drewnianą – do najstarszych należą Barabar i Nagradźuni. Miały dokładnie wypolerowane ściany wewnętrzne i zewnętrzne, pojawiają się zdobienia w kształcie podkowy oraz pierwsze specyficzne tzw. okna ćajtji kudu (grota Lomasa Rysziego). W okresie Śungów i Satawahanów stupy są bardziej rozbudowane i trwalsze – należały do nich stupy w Bharhucie i Sańći. W okresie Gandhary stupy otaczały świątynie, a całość była otoczona dekoracją rzeźbiarską. Stupy w stylu amarawati cechowały się bardzo bogatą dekoracją balustrad i całości (Amarawati, Dźagajapetta, Goli, Nagardźuni). Od II w. istniały już w Indiach obiekty architektoniczne nowego typu – świątynie (ćajtja) i klasztory (wihara), nadal związane przede wszystkim z buddyzmem. Były wydrążone w skale, a ich plany przypominały one bazyliki wczesnochrześcijańskie, pyły nakryte stropem, a nawy boczne posiadały pseudosklepienia łukowe i kolebkowe, w absydzie natomiast znajdowały się stupy, które wierni mogli obchodzić. Najbardziej znane przykłady ćajtji znajdują się w Ghatach Zachodnich (Adźanta, Bhata, Karli), najbardziej znane wihary (składających się przeważnie z sali od trzech stron otoczonej celami mnichów, a od frontu ozdobionych kolumnadą) to Kanheri, Nasiku oraz dźinijski zespół Khandagiri – Udajagiri. Istniały także budowle zoroastriańskie, jak świątynie ognia w Dźandialu i Taksili i słońca na przełęczy Chajr-chana.
Najstarsze znane świątynie hinduizmu pochodzą z VI w. i stanowią przebudowane świątynie buddyjskie – powstały one w Dekanie za panowania Ćalukjów (np. Ajhole). Choć to z tego okresu pochodzą najważniejsze obiekty buddyjskie Ellury i Adźanty, w okresie klasycznym w związku z rozwojem architektury skalnej rozpoczął się proces formowania głównych typów świątyń hinduistycznych. Jedne z pierwszych tego typu budowli znajdują się w Taksili i Mirpur Khas – charakteryzują się one dominującym nad bryłą cokołem wieżowym zdobionym płaskorzeźbami stiukowymi i ozdobnymi cegłami. W czasach Guptów wykształciły się daw główne typy świątyń wolnostojących, kamiennych i ceglanych – proste budowle na planie kwadratu (garbhagryha) z dachem płaskim (np. Tigowa, V w.) i świątynie wieżowe na planie kwadratu (np. Deogarhu, VI w.). Pierwsze charakteryzuje oparty na dwóch lub czterech filarach portyk zawierający wyobrażenia bóstw i dostępny jedynie dla kapłanów, drugie sanktuarium otoczone galerią i nakryte wysoką wieżą. Istnieje jeszcze jeden, rzadszy typ, występujący za panowania Palawów – są to świątynie na planie krzyża (np. Parhapur, X w.). Wiek VIII i IX przynosi szczególnie wspaniałe świątynie Śiwy Maheśamurtiego na Elefancie i monumentalną wydrążoną w skale świątynie Kajlasanathy należącą do zespołu w Elurze. Już od VII w. zaznacza się podział na style architektoniczne Północy (nagara) i architekturę Południa (drawida), na wieki różnicujący odtąd architekturę sakralną i świecką Indii.
W stylu nagara wykształciło się kilka zróżnicowanych szkół regionalnych, z których największe znaczenie miały szkoła Malwy, szkoła Gwalijaru, szkoła Khadźuraho, szkoła Orisy, szkoła Radźasthanu i szkoła Kaszmiru. Wszystkie szkoły północy charakteryzowały się kwadratowym planem głównej sali kultowej (mandapa) i wieżowym dachem (śikhara) wieńczącym tę salę. Szkoła Malwy (X-XV w., np. świątynia Udajeśwary w Udajpurze) charakteryzuje się specyficznym typem śikhary, w której ściany wbudowane są pomniejszone modele całej świątyni. np. Szkoła Gwalijaru rozwijała się między wiekiem VIII i XII – do jej najważniejszych dzieł należą świątynie Sas Bahu w Gwaliorze i świątynie śiwaickie w Mahua i Indaurze. Szkołę Kadźuraho charakteryzują zminiaturyzowane sikhary umieszczone w narożach, nadające budynkowi opływowy kształt, oraz bogata dekoracja rzeźbiarska – zachowało się ok. 20 świątyń w tym stylu. Szkoła Orisy rozwijała się między VII a XIII w., starsze świątynie to np. świątynia Paranaśuramy (VII w.) i Mukteśwary (X w.) w Bhubaneśwarze, nowsze to świątynia Dźahannathy w Puri i (XII w.) i Świątynia Surji w Kornaku (XIII w.), w kształcie rydwanu.

### Rzeźba

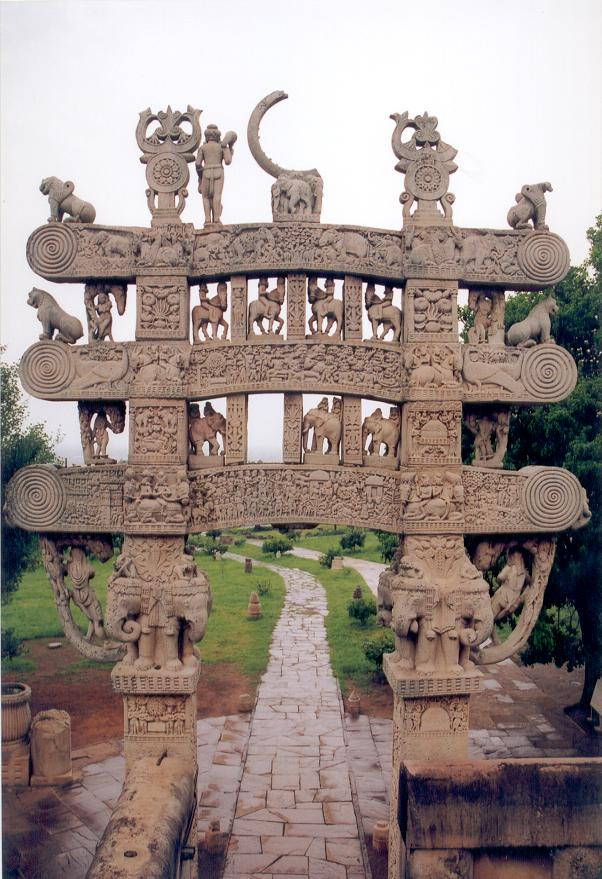
Dekoracyjna brama stupy w Sańći

Z rzeźby cywilizacji doliny Indusu zachowały się liczne gliniane figurki Bogini-Matki, pewna ilość płaskorzeźb pieczęciowych oraz popiersia, być może przedstawiające kapłanów. Z epoki aryjskiej nie zachowały się żadne znaczniejsze pozostałości kultury materialnej – o istnieniu rzeźby drewnianej świadczy sposób wykonania wczesnej rzeźby kamiennej. Klasyczna rzeźba indyjska rozwijała się od epoki Mauriów. Jest ona bardzo ściśle związana z architekturą – świątynie indyjskie stanowią w istocie rozbudowane kompozycje rzeźbiarskie złożone z reliefów płaskich (umieszczanych na fryzach i dachach, przedstawiających przeważnie kompozycje o treści mitologicznej) i reliefów wypukłych (umieszczanych w niszach i w ścianach świątyń, także przedstawiające przede wszystkim bogów). Rzeźba pełna, również o charakterze kultowym, lokalizowana jest w świątyniach, ale także w domach – wykonana jest nie tylko z kamienia, ale też z drewna, gliny, kości słoniowej i metali.
Charakterystycznymi obiektami epoki Mauriów są wolnostojące kolumny Aśoki, nawiązujące do rzeźby perskiej, wykonane najczęściej z polerowanego piaskowca, rozsiane po prawie całych Indiach i zawierających kute symbole buddyjskie i słynne edykty władcy, ozdobione często rzeźbami zwierząt, zwłaszcza lwów. Znanym przykładem rzeźby pełnej są rzeźby „jakszów” z Didargandźu, stanowiące prawdopodobnie jedno ze źródeł późniejszych wyobrażeń Buddy. Rzeźba epoki Śungów to przede wszystkim rzeźba buddyjska, zawierająca motywy z wierzeń wcześniejszych, takie jak przedstawienia jakszów i jaksziń – pod względem technicznym nie uwolniła się jeszcze całkowicie od wpływów rzeźby drewnianej. Bardziej dojrzała jest rzeźba I w. p.n.e., np. charakteryzująca się precyzją drobnych płaskorzeźb i mniej schematycznym modelunkiem dekoracja stupy w Sańći. W II w. pojawiły się ludzkie przedstawienia Buddy, reprezentowane przez szkoły Gandhary (cechy hellenistyczne, irańskie i indyjskie), Mathury (reminiscencje wyobrażeń jakszów; miękki modelunek i zmysłowość kształtów) i Amarawati (reliefy narracyjne, lepsze operowanie perspektywą), rozwijała się także rzeźba dźinijska.

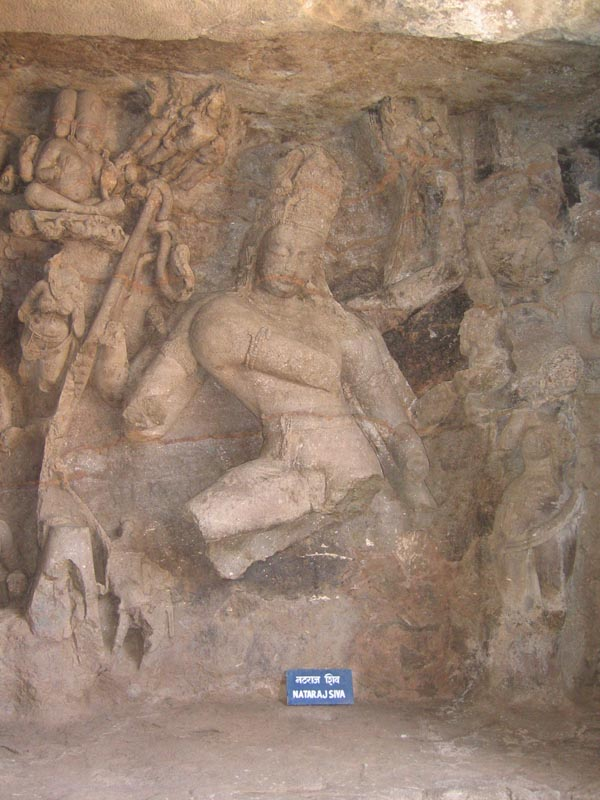
Rzeźba z Elefanty

Sztuka buddyjska w epoce Guptów rozwijała się nadal – przede wszystkim jako kontynuacja stylu Gandhary. W rzeźbie hinduistycznej wprowadzono ścisłe zasady formalne. Dzięki zasadzie tribhangi, czyli potrójnego przegięcia ciała – na linii głowy, tułowia i nóg – rzeźby nabrały dynamizmu i giętkości. Wyróżniają się wyobrażenia Wisznu z Deogarhu, w którym bóstwo przedstawione jest jako spoczywające na wężu Śeszy, i relief z Udajagiri, przedstawiające Wisznu pod postacią dzika. Rzeźba zachodu Indii miała charakter monumentalny – przykładem może być popiersie Śiwy Maheśamurtiego z Elefanty (VII w.). Z okresu Guptów zachowały się także terakotowe płyty zdobiące świątynie hinduistyczne i buddyjskie oraz metalowe rzeźby Buddy. Do rzeźby Guptów nawiązywała rzeźba wschodnioindyjska w stylu Palów i Senów, rozwijająca się między VIII a XII w., głównie w Nalandzie i Kurkiharre. Bóstwa buddyjskie i hinduistyczne w otoczeniu bóstw pomniejszych i Awatarów przedstawiają stele z błękitnego łupku. Kolejne style mają bardziej dekoracyjny charakter, typowa dla nich jest opasująca postać girlanda i zakończenie steli w formie liścia. Istniały też rzeźby odlewane z brązu metodą wosku traconego. Od X w. bardzo typową formą ikonograficzną jest tzw. „Budda strojny”.

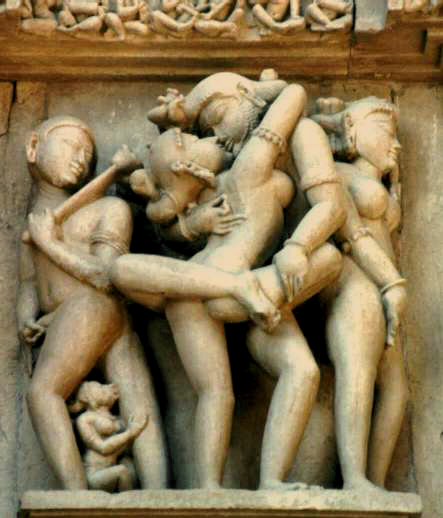
Płaskorzeźba z Khadźuraho

Znacznym przemianom uległa rzeźba Północy w wieku IX, gdy pojawiły się lokalne szkoły rzeźbiarskie takie jak szkoła Khadźuharo czy Orisy. Nadal stosowały one zasadę tribhangi, w rzeźbie jako integralnej części architektury nabrało wielkiego znaczenia operowanie światłocieniem, a kompozycja stała się elegancka i swobodna. Od XI w. rzeźba stała się jednak nadmiernie wystylizowana, a posągi ołtarzowe nadmiernie statyczne. Podobnie rzeźba dźinijska tego okresu stała się schematyczna. Rozwój stylów zbliżonych do Khadźuraho i Orisy powstrzymały muzułmańskie najazdy, w wieku XV następuje jednak odrodzenie zbliżonych stylów rzeźbiarskich w Gudźaracie i Radźasthanie.
Rzeźba Południa osiągnęła dojrzałość wcześnie (w czasach Pallawów) i rozwijała się bez większych zakłóceń. Z okresu Pallawów pochodzą wykute w granitowym bloku skalnym wielkofigurowe kompozycje monumentalne z Mahabalipuram (Asceza Ardźuny). W rzeźbach z Mahabalipuram Durga zabijająca Mahiszę i Kriszna dojący krowy zwraca uwagę wydobycie ruchu za pomocą światłocienia i lekkie zarysowanie postaci. Epoką największego rozwoju rzeźby Południa była rzeźba Ćolów z X-XIII w. (Tańdźawur, Darasuram, Gangajkondaćolapuram). Przede wszystkim na południu rozwija się także rzeźba brązowa, odznaczająca się dobrym opracowaniem detali, harmonią proporcji i wyczuciem ruchu – należą do niej dość liczne przedstawienia tańczącego czterorękiego Śiwy o głowie otoczonej aureolą (Śiwa Nataradźa). Istotna jest także rzeźba Karnataki okresu Hojsalów, wykonana często w kamieniu mydlanym, o bogatej ornamentyce roślinnej i antropomorficznej. Późniejsze style rzeźby indyjskiej są wtórne i nie dorównują już rzeźbie tzw. „średniowiecza indyjskiego”.

### Malarstwo

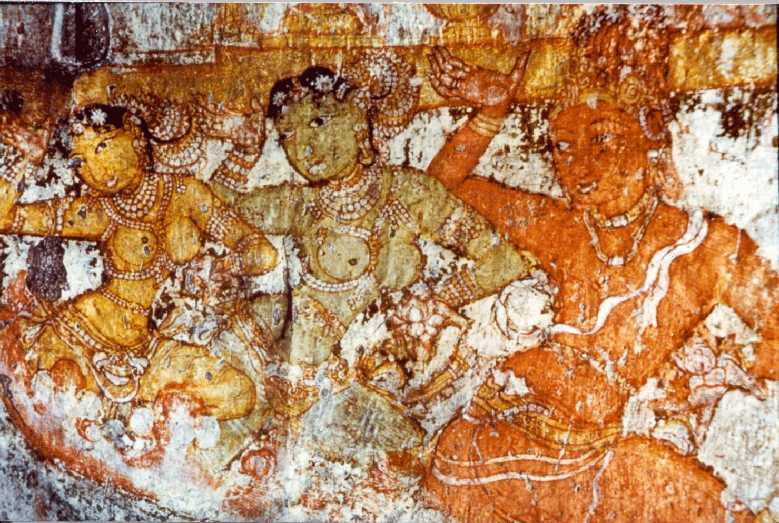
Fresk w stylu Ćolów ze świątyni Bryhadiśwary

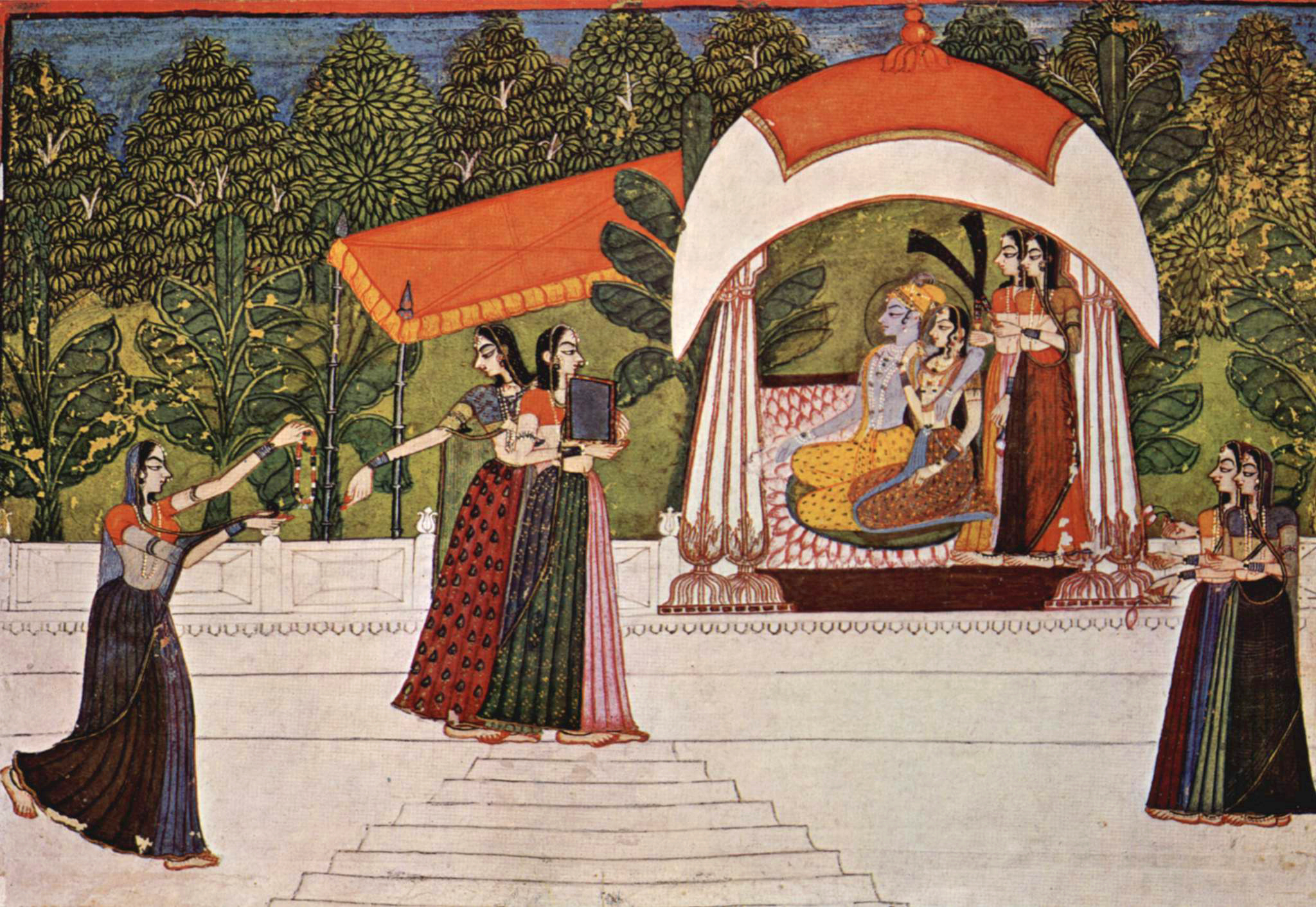
XVIII-wieczna miniatura radźpucka

W związku z niesprzyjającym klimatem Indii i dominacją rzeźby jako ornamentu architektonicznego zabytków malarstwa indyjskiego jest mniej niż zabytków architektury i rzeźby, a spośród tych, które istnieją większe znaczenie mają iluminacje niż malarstwo monumentalne. Malarstwo monumentalne reprezentują przede wszystkim freski al secco (a dokładniej tzw. „fresk azjatycki”), zwłaszcza buddyjskie, ale nie tylko – należą do nich np. malowidła buddyjskie w Adźancie (między II w. p.n.e. a VIII n.e.), malowidła z V w. takie jak Bodhisattwa Padmapani i Powrót Buddy do Kapilawatsu, nawiązujące do stylu Adźanty malowidła z Elury, takie jak obraz Śiwy w świątyni Kajlasanathy (Około VIII w.), malowidła w stylu Ćolów w Tandźawurze (świątynia Bryhadiśwary, 1010), oraz łączące styl Ćolów i styl Adźanty malowidła w Sitannawasalu (IX w.), charakteryzujące się użyciem nasyconych zieleni i brązów oraz wydłużonymi rysami postaci.
Od XI wieku dużego znaczenia w sztuce indyjskiej nabrały iluminacje, wykonywane początkowo na liściach palmowych, korze i tkaninie, a od wieku XIV także na papierze. Największe znacznie miały szkoła bengalska, szkoła gudźaracka, szkoła mogolska i szkoła radźpucka. Szkoła bengalska (XI-XII w.) charakteryzowała się ubóstwem palety, dużą plastycznością postaci i dbałością o szczegóły – ilustrowała teksty buddyjskie. Szkoła gudźaracka (XII-XVII w.) najbardziej znana jest z ilustracji do ksiąg dźinijskich, ale ilustrowała także księgi hinduistyczne – charakteryzowała się silną stylizacją twarzy, a zwłaszcza przerysowaniem oczu, obfitością złoceń i ozdób, charakterystycznym czerwonym (a od wieku XV także niebieskim) tłem i chińską lub perską stylizacją pejzażu. Szkoła mogolska, tworzona na dworze Wielkich Mogołów, ilustrowała tak teksty islamskie, jak i hinduistyczne, w obu przypadkach czerpiąc tak z arabsko-perskich, jak i indyjskich tradycji artystycznych iluminacji. Z syntezy stylowej dokonanej w szkole mogolskiej czerpały szkoły malarskie radźatów indyjskich, zwłaszcza szkoła radźpucka.
W wieku XIX nastąpił upadek tradycyjnego malarstwa indyjskiego spowodowany wtórnym naśladownictwem malarstwa Zachodu. Na przełomie wieku XIX i XX zrodził się jednak (przede wszystkim w Bengalu) ruch odrodzenia klasycznych tradycji malarstwa indyjskiego – inspiratorem tego ruchu i jednym z ważniejszych reprezentantów był Abanindranath Tagore. Indyjska sztuka XX w., wyrastająca z tego odrodzenia, stara się łączyć treściowe i techniczne inspiracje Zachodu i Wschodu – reprezentują ją np. Rabindranath Tagore, Jamini Roy i Amrita Sher-Gil.

## Hinduizm a muzyka indyjska

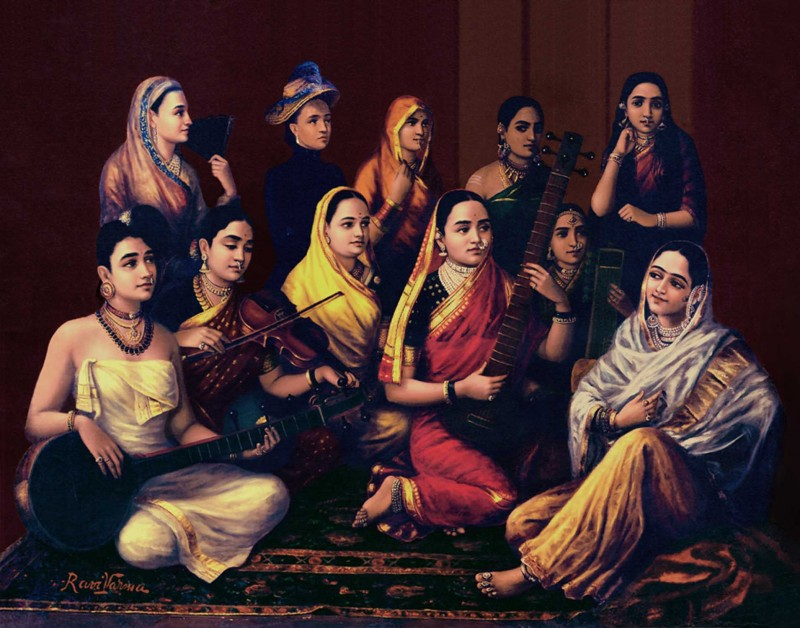
Obraz Rajy Raviego Varmy przedstawiający instrumenty muzyczne z różnych części Indii.

Muzyka Indii jest ściśle powiązana z religią. Muzyka liturgiczna bardzo istotna była już w okresie wedyjskim – wśród wszystkich złożonych czynności rytualnych największe znaczenie miały śpiew i recytacja, a odpowiednia, dokładna intonacja słów uznawana była za nośnik siły kosmicznej. Z takiego pojmowania słowa i dźwięku wywodzi się występujące w hinduizmie utożsamienie go z zasadą kosmiczną, której część znajduje się także w każdym poszczególnym człowieku. Muzyka ma dzięki temu możliwość oddziaływania na świat i ludzi, czy to umożliwiając im działania magiczne, czy to prowadząc ich do zjednoczenia z tą zasadą. Muzyka indyjska ma charakter misteryjny, muzyk traktuje swoje dzieło jako ofiarę dla bogów, a uczestniczący w tej ofierze słuchacze mogą dzięki niej odnajdywać swoją prawdziwą naturę. Ze względu na przeświadczenie o związku słowa ze światem supranaturalnym śpiewacy mają w Indiach wyższy status niż instrumentaliści, a z instrumentów najbardziej cenione są te, których dźwięk przypomina głos ludzki, takie jak vina przypominająca cytrę lub lutnię. Muzyka w Indiach związana jest zawsze z wyrafinowaną oprawą, mającą wprowadzić nastrój religijnego skupienia – należą do niej specjalne stroje, plastyczne wyobrażenia bóstw, olejki aromatyczne, lampki oliwne itp. rekwizyty.
Bardzo charakterystyczne dla muzyki indyjskiej jest tendencja do łączenia jej z treściami pozamuzycznymi przejawiająca się jako tworzenie analogii między kategoriami muzycznymi a uczuciami – termin raga po raz pierwszy pojawia się w traktacie muzycznym Matangi pochodzącym z IX w. i oznacza właśnie modele łączące ściśle określone kompleksy właściwości muzycznych i odpowiedni walor emocjonalny. Klasyfikację rag rozwinął w wieku XII Sarngadewa, dzieląc je na męskie (ragi) i żeńskie (raginie), do których następnie dodano podgrupy rag-synów (putra). Istnieją liczne personifikacje i inne pozamuzyczne przedstawienia rag oraz ich przyporządkowania do naturalnych okresów, obudowane bogata symboliką fantastyczną, obecne w wierszach i miniaturach malarskich zwanych raga-mala.
Najstarszą i najistotniejszą część muzyki indyjskiej stanowi muzyka wokalna opatrzona tekstami pochodzącymi z wed, nazywana marga-samgita (droga muzyki) i uznawana za opartą na prawach przekazanych pradawnym muzykom przez bogów. Teksty pochodzą z Rygwedy i śpiewane są na trzech wysokościach opartych na trzech rodzajach akcentu. Istnieją także śpiewy wedyjskie oparte na Samawedzie, o odmiennym charakterze, zwane gana. Charakterystyczny jest dla nich zanik funkcji semantycznej tekstu (nie respektowanie reguł gramatycznych, wprowadzanie przypadkowych sylab). Rozpowszechnione są one przede wszystkim na Południu i występują w wielu wariantach na tyle zróżnicowanych, że trudno ustalić ich dawny, sięgający okresu wedyjskiego pierwowzór.
Muzykę wedyjską wykonuje się przede wszystkim w centralnych pomieszczeniach kultowych, w innych częściach świątyń wykonuje się częściej inne rodzaje klasycznej muzyki indyjskiej, skomponowane według ścisłych kanonów, np. podanych w XII-wiecznym poemacie Gitagowindy Dżajadewy. W najstarszym zachowanym indyjskim traktacie muzycznym Natjasiastra Brahma ze względu na to, że muzyka wedyjska dostępna jest tylko najwyższym kastą tworzy przeznaczoną dla wszystkich piątą wedę, Natjawedę złożoną z elementów Rygwedy (recytacja), Samawedy (śpiew), Jadżurwedy (mimika) i Atharwawedy (uczucie). Zespoły muzyczne dzieli się najczęściej na dwa rodzaje – duże zespoły, towarzyszące procesjom, składające się głównie z bębnów i cymbałów, oraz małe zespoły, towarzyszące tańcom klasycznym, w których partie melodyczne wykonują flety, klarnety lub (współcześnie) viny i skrzypce i w których poszczególnym dokładnie ustalonym figurom tanecznym w odpowiednim porządku towarzyszą recytowane przez tattuvanarów sylaby lub dźwięki cymbałów. Muzyka, dramat i taniec tworzą w tradycji indyjskiej nierozerwalny zespół, podobnie jak grecka trójjedyna chorea.
Wpływy arabskie i perskie, związane z dominacją polityczną muzułmanów na północy Indii i obecne w niej zwłaszcza w XII–XV wieku, doprowadziły do podziału muzyki indyjskiej na dwie znacznie różniące się tradycje – muzykę zwaną północnoindyjską lub hindustańską, obecną na Północy, oraz muzykę karnacką, żywą na Południu. Arabsko-perski i indyjski system muzyczny nie były antagonistyczne; władcy muzułmańscy często zatrudniali muzyków hinduskich, co prowadziło do powolnej syntezy muzyki północnoindyjskiej i arabsko-perskiej – wpływy te były dwustronne. Różnice między muzyką Południa i Północy istniały już wcześniej, ale ostateczny podział teorii klasycznej muzyki indyjskiej (zwanej desi samgita) dokonał się wieku XVI, kiedy Ramantya w powstałym w 1550 traktacie muzycznym opisał ragi czysto muzycznie i intelektualnie, gdy tymczasem na Północy pojmowano je nadal poetycko i alegorycznie, co doprowadziło do odmienności formalnych – ragi Południa odznaczają się intelektualizmem i nastawieniem na formę utworu, podczas gdy ragi Północy cechują się wirtuozerią i bogactwem barw.

## Hinduizm a kultura Zachodu

### Starożytność i średniowiecze
Wpływ kultury indyjskiej na kulturę starożytności klasycznej nie był zbyt duży, mimo żywych kontaktów handlowych, rozwijających się zwłaszcza w okresie rzymskim. Najważniejszym wpływem indyjskim było powstanie w Grecji sceptycyzmu pod wpływem podróży w czasie indyjskiej kampanii Aleksandra Wielkiego założyciela tego kierunku filozoficznego Pirrona do Indii, gdzie miał zapoznać się on z filozofią indyjską. Dokładny przebieg zapoznania się Pirrona z myślą indyjską oraz sam charakter wpływu jaki wywarła ona na jego myśl nie są jednak znane. W czasie panowania greckiego nad terenami współczesnego Afganistanu i częścią Indii powstała synkretyczna cywilizacja, wpływy greckie na Indie były jednak większe niż indyjskie na Greków, którzy pozostali w Europie i na Bliskim Wschodzie. Duże znaczenie dla kontaktów indyjsko-greckich miał Megastenes, który w latach 302–291 p.n.e. przebywał na dworze Ćandragupty, z podróży składając później szczegółowe sprawozdanie. Istnieją także mniej lub bardziej prawdopodobne domniemania o indyjskim pochodzeniu orfizmu i różnych mistycznych prądów filozofii i religii starożytnej. Do kontaktów z hinduizmem przyznawali się (choć trudno je potwierdzić) także gnostycy, np. Bardesanes (II w. n.e.).
W średniowieczu kontakty europejsko-indyjskie były bardzo rzadkie. Wytworzył się wtedy obraz Indii jako baśniowego kraju bogactwa i obfitości, mający istnieć jeszcze długo w cywilizacji Zachodu. Wiele elementów kultury indyjskiej (z których jednym z bardziej znanych jest zero) przeszły do Europy za pośrednictwem arabskim. Garść informacji o Indiach przywiózł do Europy Marco Polo.

### XVII i XVIII wiek
Głębiej z cywilizacją indyjską zapoznali się misjonarze jezuiccy, na mocy doktryny inkulturacji odnoszący się do niej przyjaźnie. Powstały wtedy tłumaczenia z języków zachodnich na indyjskie i odwrotnie, a także pierwsze europejskie studia nad językami Indii.
W XVII w. anglikański duchowny Henry Lord zauważył, że pod pozornym politeizmem hinduiści mają silną wiarę w jednego Boga. W XVIII w. jezuici Johann Hanxledon i o. Coeurdoux oraz protestancki duchowny holenderski Abraham Roger (autor dzieła Drzwi Otwarte na Ukryte Królestwo Pogańskie) zauważyli podobieństwa między hinduizmem i dawnymi religiami Europy. Jednocześnie misjonarze wyrażali swoje oburzenie „barbarzyńskim” pogaństwem Hindusów: paleniem wdów (sati), politeizmem, praktykami ascetycznymi, rytualnymi samobójstwami, systemem kastowym, niekończącym się powtarzaniem mantr itd. Inni, jak Alexander Hamilton podkreślali pozytywne, ich zdaniem, cechy hinduizmu: starożytne pochodzenie, głębię myśli filozoficznej, podobieństwa do chrześcijaństwa (nieśmiertelność duszy, monoteizm, pojęcie Trójcy Świętej, podkreślanie wartości moralnych). Te cechy hinduizmu nie były jednak w opinii Europejczyków dziełem Hindusów, ale zostały im przekazane przez Żydów lub misję św. Tomasza do Indii.
Połowa XVIII w. przyniosła zmianę: pojawili się uczeni europejscy ze znajomością sanskrytu i zaczęli czytać i tłumaczyć święte pisma hinduizmu. Z ich badań wynikało, że pierwotny hinduizm (wedyzm) jest religią znacznie starszą niż chrześcijaństwo, a nawet judaizm i nie mógł rozwijać się pod wpływem tych religii. Jednocześnie nasilała się analiza krytyczna samego chrześcijaństwa, wskazująca na stosunkowo niedawne i synkretyczne pochodzenie tej religii. Voltaire krytykując chrześcijaństwo, uznawał jednocześnie hinduizm za „najstarszą religię na Ziemi”. Jego zdanie podzielał John Jephaniah Holwell (mieszkający w Indiach od 1732), który pisał, że z hinduizmu jako najstarszej religii pochodzą wszystkie inne religie. W latach 1765–1771 Holwell opublikował pierwsze europejskie kompendium teologii i filozofii hinduizmu w 3 tomach pt. Mythology and Cosmogony, Fasts and Festivals of the Gentoos, Followers of the Shastah, and a Dissertation on the Metempsychosis, Commonly Though Erroneously Called the Pythagorean Doctrine. Dzieło Holwella wzbudziło duże zainteresowanie w Europie, chociaż duchowni chrześcijańscy ostro krytykowali go za „bezkrytyczne wychwalanie pogaństwa”. Kolejny Brytyjczyk Alexander Dow (w Indiach od 1760) opublikował pierwsze w Europie dzieła o charakterze w pełni naukowym, poświęcone hinduizmowi (także w jęz. francuskim). Dow jako pierwszy wprowadził rozróżnienie między hinduizmem ludowym a filozoficznym, wyjaśniając tym samym, że każda religia (także chrześcijaństwo) posiada swoją formę popularną, skoncentrowaną na praktykach rytualnych i formę elitarnej spekulacji filozoficzno-etycznej. Wiele miejsca poświęcił kwestii reinkarnacji.
Charles Wilkins (w Indiach od 1770) opublikował pierwsze tłumaczenia świętych pism hinduizmu z sanskrytu na język angielski: Bhagawadgita (1785), Hitopadeśa (1787), Śakuntala (1789), Gitagowinda (1792). William Jones (w Indiach od 1783) zwrócił uwagę na podobieństwa między hinduizmem i starożytnymi religiami Rzymu, Grecji i Bliskiego Wschodu, oraz sformułował hipotezę o wspólnym „aryjskim” pochodzeniu tych religii. Do wczesnych orientalistów brytyjskich należał też Henry Thomas Colebrooke. Prace tych uczonych przyczyniły się do powstania i rozwinięcia europejskich badań religioznawczych nad hinduizmem.

### XIX i XX wiek
Wpływy kultury orientalnej przechodzą przez kulturę Zachodu falami, określanymi często jako „fale orientalizmu”. Wpływy kultury indyjskiej na kulturę Zachodu można dostrzec szczególnie w drugiej połowie wieku XIX i w drugiej połowie wieku XX.
W okresie romantyzmu znana i ceniona była zwłaszcza Śakuntala Kalidasy, uznawana przez Goethego za jeden z największych dramatów. Istotne wątki indyjskie i hinduistyczne pojawiły się także w literaturze niemieckiej w twórczości Novalisa, Heinricha Heinego, Friedricha Rückerta, Hermanna Hessego i Thomasa Manna, w angielskiej w twórczości Jonesa, Shelleya, Wordswortha, Th. Moore’a i Aldousa Huxleya, w szkockiej u Carlyle’a, we francuskiej u Chateaubrianda, Pani de Staël, Flauberta, Hugo, Lamartine’a, Romaina Rollanda, w amerykańskiej u Emersona, Thoreau i Whitmana. Już w okresie romantyzmu, kiedy żywo rozwijała się filologia, z inspiracji klasycznej gramatyki indyjskiej ukształtowało się morfemiczne ujęcie języka.
Powstało też wtedy wiele tłumaczeń literatury indyjskiej, początkowo przeważnie z języka perskiego. Już w 1657 roku uczeni z Benaresu na polecenie księcia Dara Shikoh przełożyli na perski zbiór upaniszad, zaś francuski indolog Abraham Hyacinthe Anquetil-Duperron przełożył ten wybór na łacinę w pracy Oupnek’hat, opublikowanej w latach 1801–1802.
Po żywej recepcji kultury indyjskiej przez romantyzm kultura ta nabrała znaczenia dla kilku szczególnie wpływowych filozofów i historyków religii drugiej połowy XIX wieku, zwłaszcza dla Arthura Schopenhauera, Paula Deussena i Fryderyka Nietzschego. Schopenhauer interesował się przede wszystkim buddyzmem i upaniszadami, przedstawiona przez niego wizja cywilizacji indyjskiej jako pesymizmu okazała się błędna, ale na długo kształtowała sposób myślenia o Indiach na Zachodzie i przyczyniła się znacznie do rozwoju zainteresowania ich kulturą. Schopenhauer pisał w przedmowie do Świata jako woli i przedstawienia, że jego filozofia w całości wzoruje się na upaniszadach, a filozofia indyjska jest głębsza od europejskiej i może przyczynić się do całkowitej przemiany myślenia i życia na Zachodzie. Wcześniej także Schelling nawiązywał do upaniszad, czerpiąc z nich koncepcję wyższości poznania intuicyjnego nad dyskursywnym, a nawiązując do monizmu adwaity uznał Absolut za Byt, którego biegunami i potencjonalnościami są duch i przyroda. Nietzsche opierając się początkowo na koncepcjach Schopenhauera następnie je zwalczał – walka braminów i kszatrjów wywarła wpływ na jego koncepcję walki cywilizacji wojowniczej i kapłańskiej, a buddyzm uważał za filozofię w odróżnieniu od religii wedyjskiej w pewnej mierze oddalającą od życia („przeczącą”). Schopenhauerowskie i Nietzscheańskie rozumienie Indii wraz z ogólną recepcją ich kultury jest też istotnym składnikiem dorobku artystycznego i intelektualnego Młodej Polski, np. znawca Indii i jeden z ważniejszych poetów tego okresu Antoni Lange.
Na przełomie XIX i XX wieku myśl indyjska, często zniekształcona, popularna była w kręgach okultystycznych, ezoterycznych, teozoficznych, antropozoficznych itp. Nawiązywały do niej zwłaszcza neognostycyzm i tzw. chrześcijaństwo ezoteryczne, co bardzo widoczne jest w pismach Heleny Bławatskiej i Rudolfa Steinera. Różokrzyżowcy w XIX w. przejęli wiele idei indyjskich dotyczących duszy i reinkarnacji. Podobne idee podjęły ruchy okultystyczne rozwijające się bujnie w ramach tzw. kontestacji lat 60. Na ruch pacyfistyczny i nową lewicę oddziałała (również najsilniej w latach 60.) przede wszystkim myśl, dokonania i atmosfera wytworzona wokół Mahatmy Gandhiego.
W wieku XX hinduizmem inspirowała się część hippisów (byli oni popularni zwłaszcza w latach 60. i 70.), co było widoczne np. w noszonych przez nich koszulach z przedstawieniami Śiwy i ze znakiem „Om” (symbolem hinduizmu). Natchnienie hinduizmem dostrzec można też w zachodniej muzyce rozrywkowej. Np. książka Autobiografia jogina zainspirowała progresywną grupę Yes do nagrania płyty Tales from Topographic Oceans. Zespół The Beatles (zwłaszcza George Harrison) również wyraźnie się wzorował na hinduizmie – głównie na naukach Maharysziego Mahesza Jogina i Międzynarodowego Towarzystwa Świadomości Kryszny, a także Śri Jukteśwara Giri, o czym świadczy okładka albumu Sgt. Pepper’s Lonely Hearts Club Band, gdzie on pojawia się w lewym górnym rogu. Ponadto, twórcę znanej piosenki Don't Worry, Be Happy zainspirował Meher Baba – tytuł tejże piosenki był jego popularnym powiedzeniem. W twórczości np. Alice Coltrane można natomiast dostrzec wpływy Sathya Sai Baby. Do Gandhiego odwołuje się natomiast często Patti Smith.
Niektóre wyrażenia wiążące się z hinduizmem też przeszły do języków zachodnich – słowo „guru” (jednak jego znaczenie w pewnym stopniu uległo zmianie) lub wyrażenie „święta krowa”.